# Чаплині
Чаплині (Ardeinae) — підродина пеліканоподібних птахів родини чаплевих (Ardeidae).

## Поширення
Представники групи поширені майже по всьому світу і відсутні лише в дуже холодних регіонах світу.

## Спосіб життя
Чаплині живуть в мілководних озерах і болотах, а також у річках, мангрових заростях і навіть на морських узбережжях. Раціон чапель складається в основному з риби, жаб та інших дрібних тварин, які своїм способом життя прив'язані до води. Більшість видів розмножуються колоніями і будують гнізда на деревах.

## Роди
- Мангрова чапля (Butorides) — 3 види
- Агамія (Agamia) — 1 вид
- Неотропічна чапля (Pilherodius) — 1 вид
- Жовта чапля (Ardeola) — 6 видів
- Єгипетська чапля (Bubulcus) — 2 види
- Чапля (Ardea) — 12 видів
- Чапля-свистун (Syrigma) — 1 вид
- Чепура (Egretta) — 13 видів
- †Proardea — викопний
- †Zeltornis — викопний